# Баум, Герберт
Герберт Баум (нем. Herbert Baum; 10 февраля 1912, Мосина, провинция Позен, Германия — 11 июня 1942, Берлин, нацистская Германия) — немецкий антифашист, участник движения сопротивления. Член Коммунистической партии Германии.

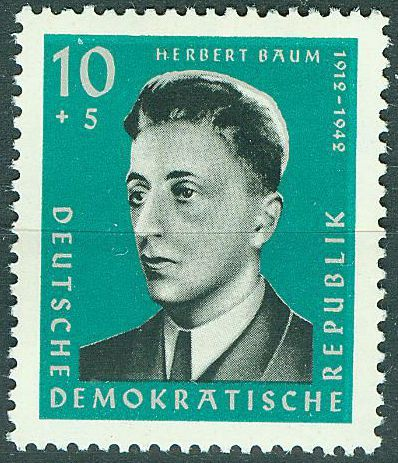
Почтовая марка ГДР, посвящённая Г. Бауму. 1962 г.

## Биография
Еврей по происхождению. Его семья переехала из провинции Познань в Берлин, где он окончил среднюю школу и в училище получил специальность электротехника.
С четырнадцатилетнего возраста активно участвовал в деятельности левых и еврейских молодёжных организаций, в 1931 году стал членом Молодёжной коммунистической лиги Германии (KJVD).
После прихода национал-социалистов к власти в Германии вместе со своей женой Марианной Баум стал проводить на своей квартире собрания антифашистов. Круг друзей, большинство из которых были евреями, считали Герберта Баума своим лидером. В политических дебатах и дискуссиях на этих квартирных собраниях в разное время участвовало до ста молодых людей. Группа Баума распространяла также листовки против национал-социализма.
С 1940 года работая на заводе Siemens, Баум в 1941 году возглавил группу рабочих-евреев, позже ушедших в подполье с целью избежать депортации в концентрационные лагеря.
18 мая 1942 года группа Баума организовала поджог и нападение на антикоммунистическую и антисемитскую выставку под названием «Советский рай», устроенную министерством пропаганды под руководством Геббельса в берлинском Люстгартене. Операция была успешной лишь частично, ущерб от пожара оказался незначительным. В течение нескольких дней большинство членов группы были арестованы, а двадцать из них были приговорены к смертной казни. Сам Герберт и его жена Марианна были арестованы 22 мая 1942 года.
Баум умер под пытками в тюрьме Моабит 11 июня 1942 года. Марианна была казнена в тюрьме Плитцензее 18 августа 1942 года.

## Память
- На кладбище Вайсензее в Берлине установлена мемориальная доска, посвящённая группе Герберта Баума, а рядом с кладбищем, названным в его честь, есть улица под названием Герберт-Баум-штрассе.
- В берлинском Люстгартене в 1981 году в ознаменование антифашистской акции группы Баума был сооружён памятник.
- Почта ГДР в 1962 году выпустила почтовую марку, посвящённую Г. Бауму.